# مناهضة التحريفية
مناهضة التحريفية (بالإنجليزية: Anti-revisionism)‏ هي مبدأ داخل الماركسية اللينينية ظهر في الخمسينيات من القرن الماضي لمعارضة إصلاحات رئيس الاتحاد السوفيتي نيكيتا خروتشوف. إذ سعى خروتشوف إلى تفسير يختلف عن سلفه جوزيف ستالين وظل المناهضون للتحريفية داخل الحركة الشيوعية الدولية مكرسين لإرث ستالين الأيديولوجي وانتقدوا الاتحاد السوفيتي في ظل خروتشوف وخلفائه كرأسماليين للدولة وإمبرياليين اجتماعيين.
يستخدم مصطلح الستالينية أيضًا لوصف هذه المواقف لكنه غالبًا لا يستخدم من قبل مؤيديها الذين يرون أن ستالين ببساطة صاغ ومارس الماركسية الأرثوذكسية واللينينية، نظرًا لأن الاتجاهات السياسية المختلفة تتبع الجذور التاريخية للتحريفية إلى عصور وقادة مختلفين فهناك خلاف كبير اليوم حول ما يشكل مناهضة للتحريفية.
نتيجة لذلك تنقسم المجموعات الحديثة التي تصف نفسها بأنها مناهضة للتحريفية إلى عدة فئات. يؤيد البعض أعمال جوزيف ستالين وماو تسي تونغ وبعض أعمال ستالين بينما يرفضون ماو تسي تونغ ويميلون عمومًا إلى معارضة التروتسكية. يرفض آخرون كلاً من جوزيف ستالين وماو تسي تونغ ويعيدون جذورهم الأيديولوجية إلى كارل ماركس وفريدريك إنجلز وفلاديمير لينين. بالإضافة إلى ذلك هناك مجموعات أخرى تؤيد العديد من القادة التاريخيين الأقل شهرة مثل أنور خوجة الذي انفصل أيضًا عن ماو تسي تونغ أثناء الانقسام الصيني الألباني.

## لمحة تاريخية
استخدم مصطلع مناهضة التحريفية أو معاداة التحريفية تاريخياً في المعجم الشيوعي لوصف التوجهات السياسية والأيدلوجية المعارضة للأحزاب والأفكار التي تخلت عن الجوهر الثوري والممارسات الراديكالية في برامجها الحزبية والتي توالي الاتحاد السوفييتي بطريقة التبعية والذيلية السياسية بعد المؤتمر العشرين للحزب الشيوعي البلشفي الذي قاد فيه خورتشوف برامج إصلاحية رفضها الشيوعيون الثوريون

## استخدام المصطلح
تستخدم عبارة تحريفية لوصف معظم الأحزاب الشيوعية التقليدية الرسمية والتي يعترف بها الاتحاد السوفييتي السابق بعد عام 1956 والأزمة السياسية التي قسمت صفوف الحركات والأحزاب الشيوعية في العالم بسبب ما أسماه الرافضون للإصلاحية الخروتشوفية أنها تحريف للجوهر الثوري والأساس العملي للماركسية اللينينية التي رسخها ستالين.
قدم المناهضون للتحريفية نقداً للأحزاب الموالية للسوفييت من ناحية يسارية لأنه تخلى عن الأسس الماركسية اللينينية وأصبح تحريفياً لأنها لم تكن ثورية بالقدر الحقيقي للنهج الشيوعي الذي أسسه كارل ماركس وفريديرك انجلز التي وضعها البيان الشيوعي وتعديلاته والتي طورها لينين في وقت لاحق.
أصبح الدفاع عن ستالين وإرثه الفكري لترسيخ اللينينية سمة مميزة للأحزاب المندرجة تحت تصنيف مناهضة التحريفية فأطلق عليهم وصف ستالينيون أو بلاشفة وفي وقت لاحق أصبحوا يصنفون أنفسهم بالماركسيين اللينينين كتمييز عن الأحزاب الرسمية التي وسموها بالتحريفية

## ماوتسي تونغ وأثره في المصطلح
لعل أول من ناهض الفكرة الإصلاحي السوفييتي كان ماو تسي تونغ وتبعه الألباني أنور خوجة واكتسبت الحركات المناهضة للخورتشوفية زخماً عالمياً وتشكلت ألاف التنظيمات التي انشقت عن الأحزاب الرسمية الموالية للنهج الخورتشوفي وبعد وفاة ماوتسي تونغ تصدر أنور خوجة الحركة السياسية المناهضة للتحريفية لكنها لم تكتسب زخماً كالذي قام به ماوتسي تونغ لضعف اسهامات خوجة النظرية في الفكر الماركسي اللينيني.
الأحزاب المناهضة للتحريفية ذاتها انقسمت بين أحزاب موالية للحزب الشيوعي الصيني الذي انضم للتحريفية الإصلاحية بتغيرات أدخلها دينغ بياو فأصبحت أحزاباً ماركسية لينينية -فكر ماوتسي تونغ وأحزاب موالية للصين كنظام ودولة وأحزاب موالية للخوجية
بقيت بعض الأحزاب المناهضة للفكرة التحريفية تًعارض بحزم الإصلاحات التي بدأت في البلدان الشيوعية من قبل قادة مثل نيكيتا خروتشوف في الاتحاد السوفياتي ودنغ شياو بينغ في الصين .

## البرجوازية الحمراء
أطلقت هذه المجموعات لقب البرجوازية الحمراء على الطبقة الاجتماعية الجديدة وهي أعضاء الحزب الشيوعي السوفييتي والصيني كما سميت بالأمبريالية السوفيتية كما وصفها تشي جيفارا خلال كلمة ألقاها في المؤتمر الأفروآسيوي في الجزائر جيفارا نفسه اتخذ الخط الموالي للفكر الماركسي اللينيني بأطروحات ماو تسي تونغ

## التصنيفات الرسمية لمناهضة التحريفية
سميت الأحزاب المناهضة للتحريفية بأسماء عديدة فكانت تصف نفسها بالماركسية اللينينية ووالماوية وبالماركسية اللينينية فكر ماو تسي تونغ وبالشيوعية الثورية والخوجية أحياناً الشيوعيين الفيتناميين والكوريين ناهضوا التوجه الإصلاحي الخورتشوفي لكنهم لم يناصبوه العداء بسبب العلاقات السياسية والعسكرية في مواجهة الولايات المتحدة والمعسكر الغربي في الحرب الباردة الأمر الذي وصفه الكثير من الشيوعيين بتلاقي المصالح ضد الغرب
العديد من الأحزاب الشيوعية في الوقت الحاضر لا تزال في جميع أنحاء العالم تعتبر نفسها وتعلن بصراحة أنها أحزاب مناهضة للتحريفية .